# Hilaria rigida
Hilaria rigida là một loài thực vật có hoa trong họ Hòa thảo. Loài này được (Thurb.) Benth. ex Scribn. mô tả khoa học đầu tiên năm 1882.

## Hình ảnh

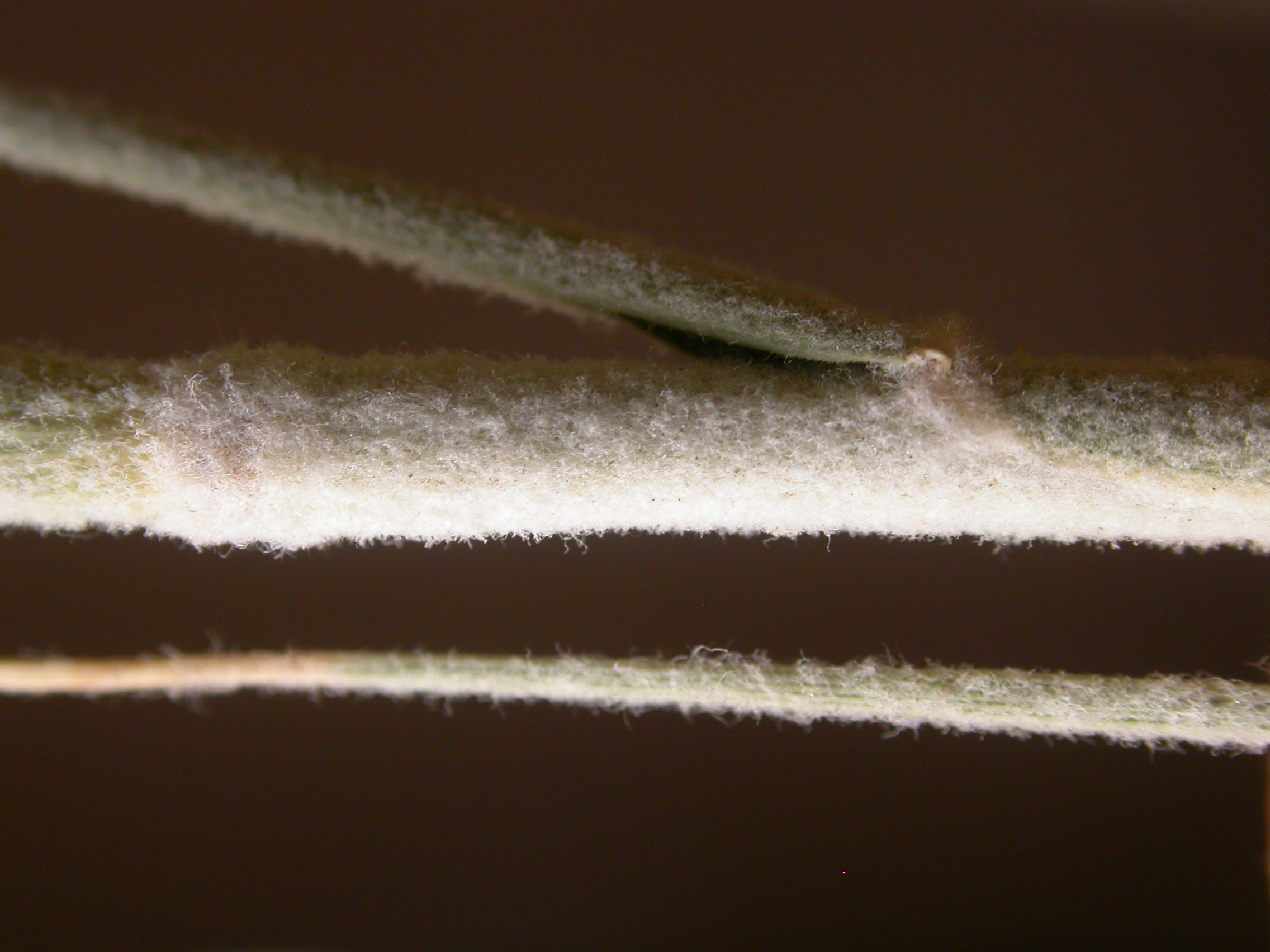
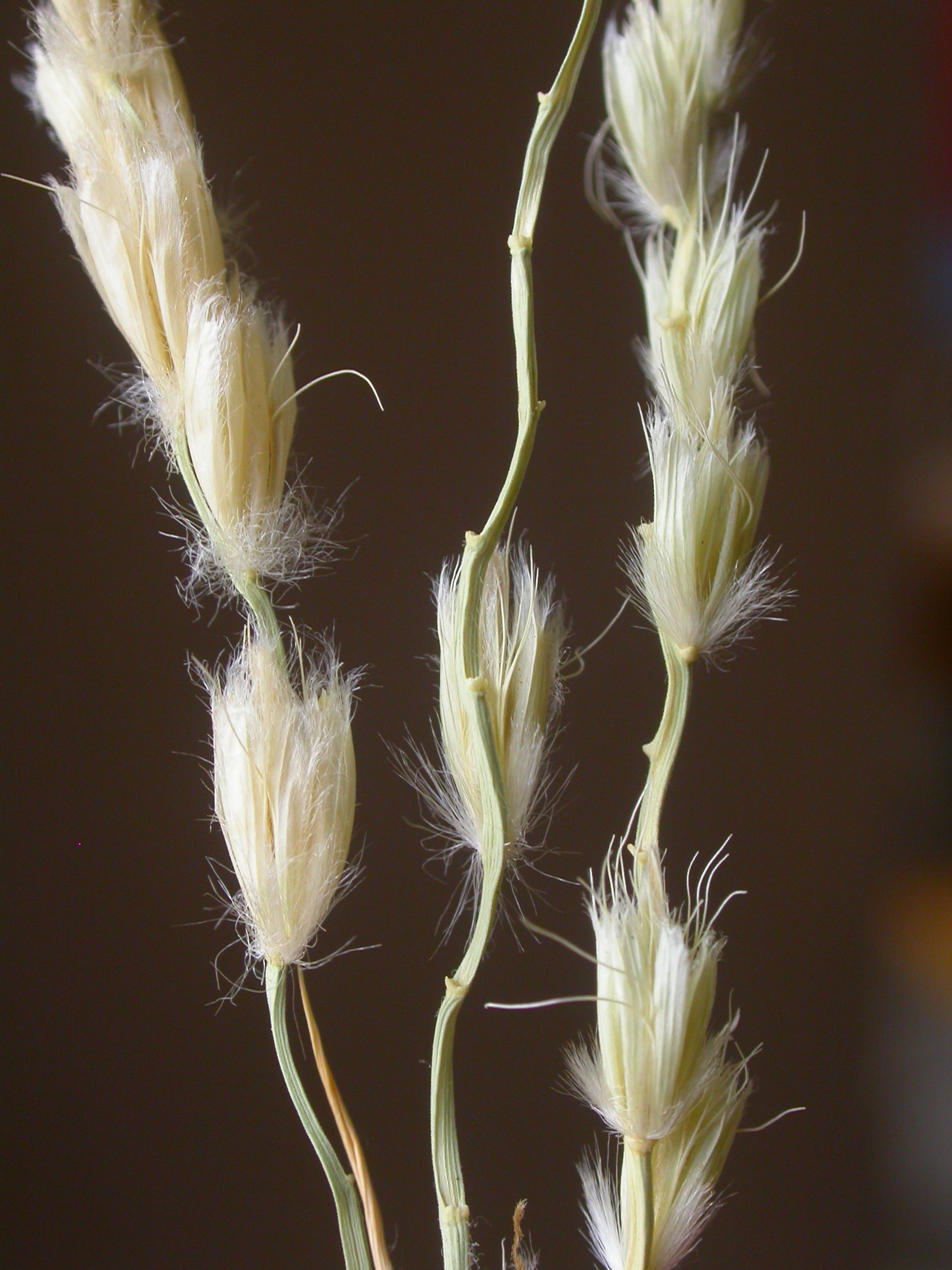
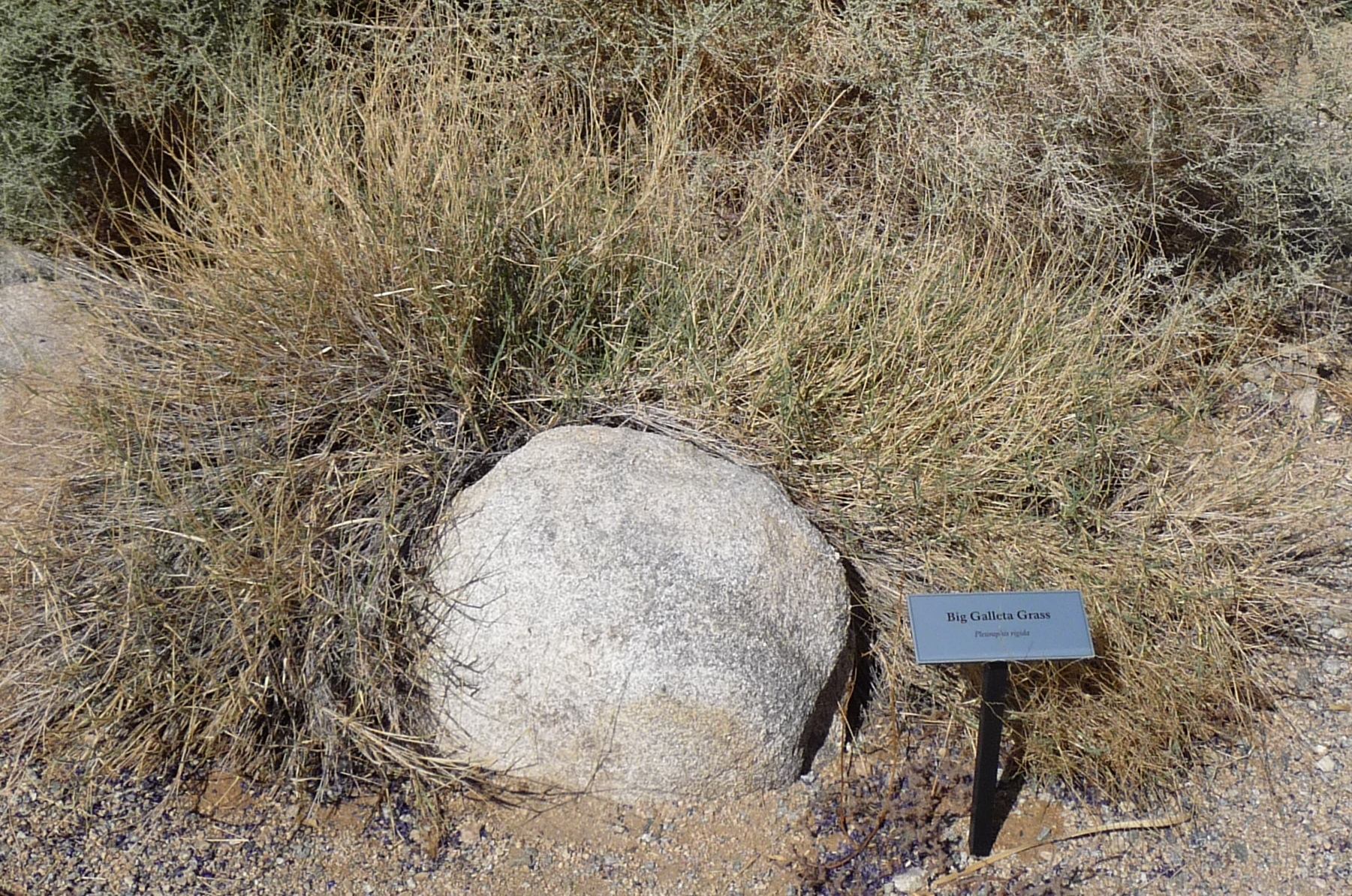
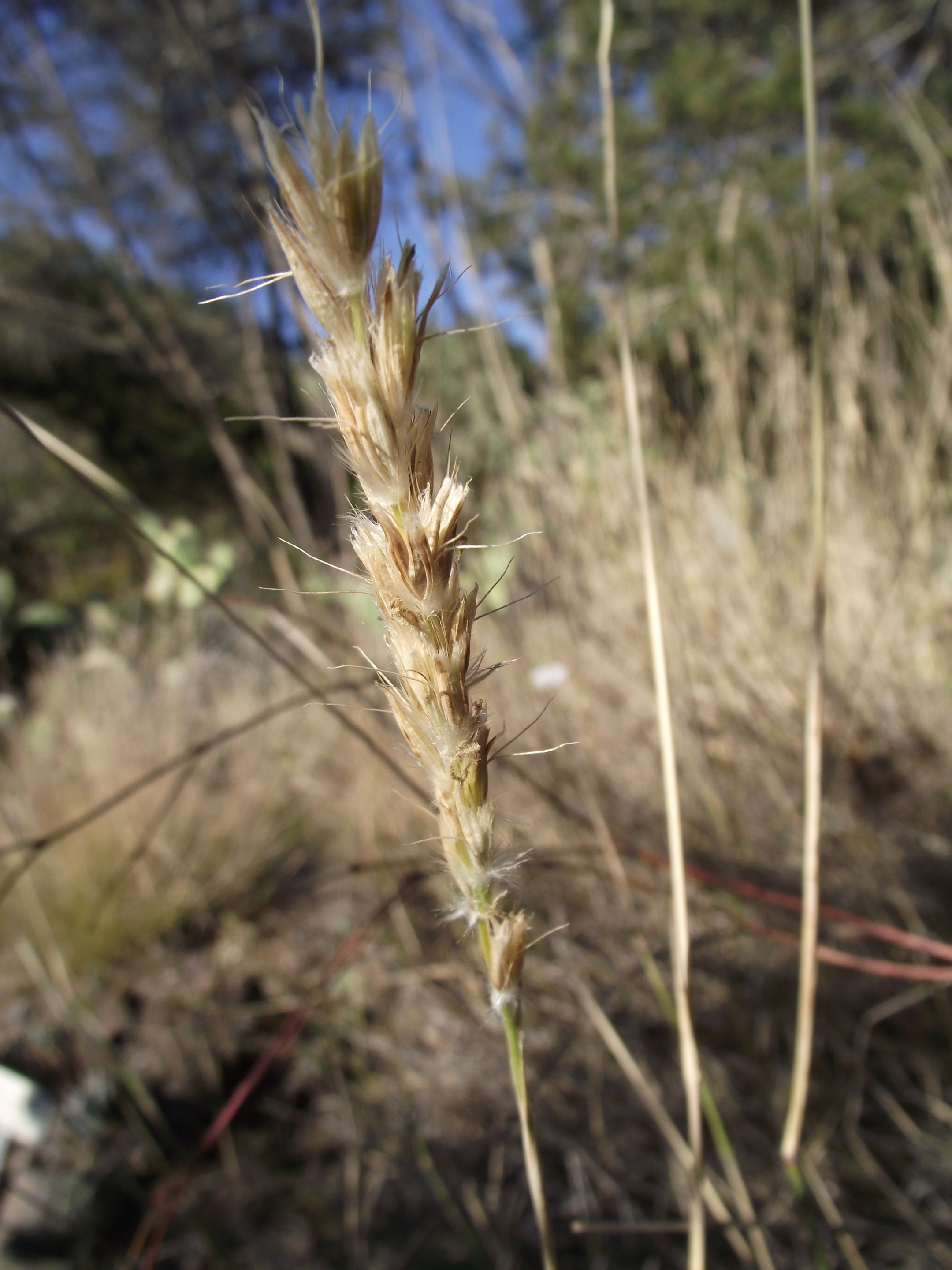